# Lythrum anatolicum
Lythrum anatolicum är en fackelblomsväxtart som beskrevs av E. Leblebici och O. Secmen. Lythrum anatolicum ingår i släktet fackelblomstersläktet, och familjen fackelblomsväxter. Inga underarter finns listade i Catalogue of Life.